# 水野有子
水野 有子（みずの ゆうこ、1961年10月22日 - ）は日本の裁判官。埼玉県出身。旧姓は藤田。広島家庭裁判所長。京都大学卒。

## 経歴
- 1986年　司法修習生（第40期）
- 1988年　横浜地方裁判所判事補任官
- 1990年　静岡地方裁判所判事補・静岡家庭裁判所判事補
- 1993年　大阪地方裁判所判事
- 1997年　福岡高等裁判所宮崎支部判事職務代行
- 2000年　神戸地方裁判所判事
- 2003年　東京地方裁判所判事（民事第14部）
- 2007年　東京地方裁判所八王子支部判事・東京家庭裁判所八王子支部判事（家事部）
- 東京家庭裁判所部総括判事
- 2020年4月　広島家庭裁判所長[1]

## 主な担当事件
- 歌舞伎町キャバクラで働く女性が、依頼したものと違う髪形にカットされたとして美容室を訴えた訴訟
- 福島第一原子力発電所事故を巡り、首都圏への自主避難者らが国と東京電力に損害賠償を求めた集団訴訟